# حوالی یک کلبه
حوالی یک کلبه عنوان فیلمی است فرانسوی با ژانر پویانمایی و کمدی به کارگردانی امیل ری‌ناد. این فیلم کوتاه محصول سال ۱۸۹۴ میلادی است. زمان این فیلم ۱۵ دقیقه است. این فیلم از دسامبر ۱۸۹۴ تا مارس ۱۹۰۰ در موزه گروین نمایش داده شد.

## داستان
این فیلم متشکل از مجموعه ای از کارتون‌ها در یک ساحل شامل دو کلبه و یک تخته غواصی است. دو شخصیت در حال بازی با تخته غواصی هستند. زن شروع به بازی با یک سگ کوچک می‌کند و سپس یک آقایی به او می‌پیوندد. مردها پیش از اینکه لباس‌های حمام را به تن کنند و به داخل آب بروند در ساحل بازی می‌کنند. آنها قبل از اینکه از صحنه فیلم خارج شوند، در آب بالا و پایین می‌پرند.